# Mel'nikovo
Mel'nikovo (in russo Мельниково?) è un villaggio della Russia asiatica nell'oblast' di Tomsk; è il centro amministrativo del rajon Šegarskij.
Si trova 4 km a ovest del fiume Ob', 64 km a ovest di Tomsk.